# Савез хокеја на леду Ирске
Ирски савез хокеја на леду (енгл. Irish Ice Hockey Association (IIHA)) кровна је спортска организација задужена за хокеј на леду на подручју Ирске и Северне Ирске.
Иако је Савез основан још 1977, пуноправним чланом Међународне хокејашке федерације (ИИХФ) постаје тек од 26. септембра 1996. године.
Седиште Савеза налази се у највећем граду земље Даблину.

## Историјат ирског хокеја на леду
На подручју Британских острва су се од најранијих времена играле бројне игре у којима су се палицама ударали одређени предмети. Тако се верзија те игре која се играла у Ирској називала хурлинг, док се у Шкотској играо шинти.
Прва утакмица у хокеју на леду по савременим правилима на подручју Ирске одиграна је 1939. у Белфасту (данас у Северној Ирској) између две јуниорске енглеске екипе Теријерса и Колтса. Прва утакмица чији актер је била једна ирска екипа одиграна је тек 21. априла 1982. у Даблину, а том приликом су се састли Даблин стагси и Ливерпул леопардси. Победио је домаћи тим са 11:7.
Савез је основан 1977, а пуноправним чланом ИИХФ постаје у септембру 1996. на предлог председника хокејашких савеза Велике Британије и Канаде.
Најважнија ледена дворана налази се у граду Дандалку (Dundalk Ice Dome) и отворена је у децембру 2006. године. Капацитет дворане је 1.200 места и она је домаћи терен како за екипу Дандалк булса тако и за националну репрезентацију.

## Такмичења
Хокејашки савез Ирске у организационом смислу задужен је за одржавање локалних лигашких како професионалних тако и аматерских такмичења, те националних репрезентативних селекција.
Иако се клупска такмичења на аматерском нивоу на острву одржавају још од осамдесетих година прошлог века, професионална лига основана је тек 2007. године. У првом издању лиге такмичило се 5 екипа, а све утакмице игране су у новосаграђеној дворани у Дандалку. Први победник постала је екипа Дандалк булса (у финалу победили Даблин рамсе са 6:3). Пре оснивања лиге једини хокејашки тим на острву који је учествовао у неком од такмичења била је екипа Белфаст џајантса која се такмичила у елитној лиги Уједињеног Краљевства.
Сениорска мушка репрезентација дебитовала је на међународној сцени 2004. на светском првенству треће дивизије одржаном у Рејкјавику на Исланду. На том такмичењу Ирци су остварили једну победу (против Јерменије 15:1) и три пораза. Репрезентација је највећи успех остварила на првенству 2007. које је играно управо у Дандалку. На том првенству селекција Ирске остварила је три победе (против Монголије, Јужне Африке и Луксембурга) и један пораз (против Новог Зеланда) и освојила друго место, чиме се пласирала на првенство друге дивизије наредне године.
Женска репрезентација на међународној сцени дебитовала је на светском првенству пете дивизије 2011. у Софији. На том турниру Иркиње су забележиле сва четири пораза, укључујући и до сада рекордни пораз од 0:23 против Пољске.
У обе репрезентативне селекције наступају играчи како из Републике Ирске, тако и из Северне Ирске, али и бројни играчи ирског порекла из САД и Канаде.

## Савез у бројкама
Према подацима ИИХФ из 2013. на подручју Ирске хокејом на леду се бавило укупно 297 играча, а од тога броја 38 су биле жене. Судијску лиценцу матичног савеза поседује 18 арбитара.